# Dokuzdal, Altınözü
Dokuzdal là một xã thuộc huyện Altınözü, tỉnh Hatay, Thổ Nhĩ Kỳ. Dân số thời điểm năm 2011 là 290 người.